# Suoni/Vola
Suoni/Vola è il 16° singolo del gruppo musicale italiano dei Nomadi, pubblicato in Italia nel 1971 dalla Columbia.

## Tracce
1. Suoni – 2:58 (Beppe Carletti, Carlo Alberto Contini)
2. Vola – 5:49 (Beppe Carletti, Carlo Alberto Contini)

Durata totale: 8:47